# Cedusa dlabolae
Cedusa dlabolae är en insektsart som först beskrevs av D'urso 1986.  Cedusa dlabolae ingår i släktet Cedusa och familjen Derbidae. Inga underarter finns listade i Catalogue of Life.